# Tedaga

Mapa rozšíření etnik Teda a Daza

Tedaga je jazyk etnické skupiny Teda (ta vytváří etnický větší celek Tubu se skupinou Daza, která má ale vlastní jazyk). Tedaga je jeden ze saharských jazyků z nilosaharské jazykové rodiny a mluví jím celkem asi 42 500 lidí v Čadu, Nigeru, Libyi a Nigérii:
- Největší skupina mluvčích žije v Čadu. Je to přibližně 28 500 tisíc obyvatel provincií se jazyková oblast s přibližně 28 500 mluvčími nachází v provinciích Borka, Ennedi Ouest, Kanem v oblast Bardaï v provincii Tibesti.
- V Nigeru tento jazyk používá asi 10 000 mluvčích ve dvou lokalitách: Bilma a N'Guigmi.
- V Libyi je 2 000 mluvčích v al-Qatrunu a v jihozápadní pohraniční oblasti.
- V Nigérii mluví jazykem Tedaga asi 2000 lidí v několika vesnicích na severovýchodě státu Borno.

Jazyk je blízce příbuzný jazyku Dazaga. Okolo 67 % slovní zásoby těchto dvou jazyků si je podobných.

## Lingvistická klasifikace
Nilosaharské jazyky:
- Saharské jazyky
  - západní skupina
    - Tubu
      - Tedaga
      - Dazaga